# Eulophias koreanus
Eulophias koreanus és una espècie de peix de la família dels estiquèids i de l'ordre dels perciformes.

## Descripció
- Fa entre 70,7 i 160,7 mm de longitud estàndard.
- Es diferencia d'Eulophias tanneri pel nombre de radis a l'aleta anal (102-103 vs. 75 en E. tanneri) i a l'aleta caudal (9-10 vs. 7).
- És més semblant a Eulophias owashii que a E. tanneri, però se'n diferencia d'aquell pel nombre de vèrtebres (141-143 vs. 133).[1]

## Hàbitat i distribució geogràfica
Viu al sud del mar del Japó a la península de Corea.